# Reganochromis calliurus
Reganochromis calliurus (Boulenger 1901) - вид риб родини Цихлових. Є єдиним представником монотипового роду Reganochromis